# ナクラ隕石
ナクラ隕石（ナクラいんせき、Nakhla meteorite）はエジプト・アレクサンドリア県のナクラに1911年6月28日9時頃に落下した隕石である。火星隕石に分類されるSNC隕石のナクライトは、この隕石に由来している。
落下の際、上空で40ほどの破片に別れ、地上に落下したのが目撃された。いくつかの破片は1mほど地面に埋まった。発見された破片は20gから1813gの間で、落下した隕石の総量は10kgと見積もられた。
2008年時点で、火星起源と考えられている隕石はナクラ隕石を含んで57個ある。火星に他天体が衝突し、火星表面の岩石が宇宙空間に放出され、地球に落下したと考えられている。1999年3月NASAのジョンソン宇宙センターで行われた分析から炭素質の物質を見つけたことが発表された。また細菌が岩石を分解してできたものと考えられる微細な穴が開いているという報告もなされている。
ナクラ隕石は犬に当たって犬が死んだという伝説が残る隕石である。Denshalの農夫Mohammed Ali Effendi Hakimが犬に当たって、犬が消えたのを目撃したとされ、いくつかの新聞に報じられた。だが、犬の死骸は発見されていないので虚偽であるとされる。